# Чабан Вадим Романович
Вади́м Рома́нович Чаба́н (16 липня 1990, с. Ганнопіль, Тульчинського району, Вінницької області, УРСР — 24 лютого 2022, смт Рикове, Генічеський район, Херсонська область) — солдат Збройних Сил України, учасник російсько-української війни, що загинув у ході російського вторгнення в Україну в 2022 році.

## Життєпис
Народився 16 липня 1990 року в с. Ганнополі Тульчинського району на Вінниччині.
У 2022 році, на момент російського вторгнення в Україну, проходив військову службу в 9 ОМПБ «Вінниця».
Загинув 24 лютого 2022 року в боях з окупантами поблизу смт Рикове Генічеського району на Херсонщині. 

## Нагороди
- орден «За мужність» III ступеня (2022, посмертно) — за особисту мужність і самовіддані дії, виявлені у захисті державного суверенітету та територіальної цілісності України, вірність військовій присязі.